# Волгоградская улица (Воронеж)
Волгогра́дская у́лица находится в Левобережном районе Воронежа. Протяжённость — около 3,3 км.
На улице расположено предприятие Воронежстальмост. Сама улица идёт параллельно железнодорожной ветке «Москва-Ростов». На ней находится грузовой двор станции «Придача».
Волгоградская — одна из главных улиц микрорайона ВАИ.

## Улицы, пересекающие Волгоградскую улицу
- ул. Димитрова
- ул. Баррикадная
- ул. Циолковского

## Экономика
- Воронежстальмост